# RWBY角色列表
《RWBY》是由美國公鸡牙齿工作室制作的网络动画，由动画家蒙蒂·乌姆创作并导演。首集于2013年7月5日在公鸡牙齿Expo首映，并于7月18日正式由网路公开播放。
2014年，公鸡牙齿工作室正式宣布授权给日本华纳兄弟公司在日本的播放权，并于2015年11月推出日语配音的DVD与BD版本。
本作創始人和導演蒙提·歐伍表示，本作中的角色名字都能和某個特定顏色相关连。此種命名方式被稱為「色彩命名法」（Color Naming Rule，CNR），劇中角色除了Ozpin以外幾乎都遵從此規則命名，而除了四位主要角色的隊伍外，也有其他獵人隊伍的成員名字首字母組合能夠對應特定顏色。劇中對「色彩命名法」的由來做出的解釋是，由於曾出現打壓藝術的極權政府，父母用顏色為孩子取名是種反抗極權以及支持個人主義的抗爭手段，並逐漸成為了一種傳統。
故事中每個使用元气的角色都有各自獨特的外像力，其能力通常和角色設定有關。獵人和戰士通常都有自己的專屬武器，大多数武器都同時具有热兵器和冷兵器的機能並可在兩者之間轉換變形。

## 主要人物

### RWBY小隊
發音同「紅寶石」。
露比·蘿絲
配音：Lindsay Jones（美國）；早見沙織（日本）
又譯：紅玉·玫瑰，角色原型是小紅帽，名字取自英文的紅寶石，代表色是紅色，為Yang同父異母的妹妹。故事開始時為15歲，因跳級就讀而與信標學院的同學相比較為年幼。
外像力為化身為一團玫瑰花瓣進行高速移動的花瓣爆裂，以及砍殺戮獸時也能令其化為玫瑰花瓣消散。由於過於依賴武器因而不善徒手搏擊，曾接受过Ozpin的特訓。
武器為新月玫瑰，是一把能夠變形成反器材步槍的鐮刀，尚能利用其射擊槍彈產生的反作用力進行推進，由於Ruby使用鐮刀的技術乃師承自Qrow，因此設計上參考了Qrow的武器。
第一季，Ruby因阻止一場塵晶搶劫案，而受到信標學院校長Ozpin的問詢，随后被破格跳級錄取，Ruby因此和姐姐Yang同時進入信標學院就讀。經過一系列的開學測驗後，Ruby和Weiss、Blake以及Yang組成了RWBY小隊并擔任隊長。第二季，在維特節錦標賽前與RWBY小隊和Oobleck教授試圖阻止反派Roman和白牙組織，以安放在列車上的炸彈將與廢棄城市連接的地下隧道炸開，引導其中的戮獸通過隧道進入城市的襲擊。雖然RWBY小隊和Oobleck教授未能阻止戮獸侵入城内，但在信標學院師生和阿特拉斯王國軍隊的支援下成功化解。
第三季結尾，因目睹同學Pyrrha遭到反派Cinder殺害，在極度悲痛的情形下，眼睛釋放出耀眼光芒后失去意识，後被其舅舅Qrow救下帶回家中。待Ruby苏醒后Qrow向其解释道，Ruby與其母親Summer的銀瞳是非常特殊的特徵，是天生擁有強大能力的戰士。Qrow还向Ruby转述了，Ozpin曾向其讲述过的故事，而故事中戮獸惧怕有这銀瞳的战士，且銀瞳战士能够凭借目光击倒戮獸。
第四季，與Jaune、Nora、Ren組成RJNR小隊前往密斯特拉王國，行經黑百合鎮遺址時遭到反派Tyrian的襲擊，屈居劣勢，Qrow前來救援卻遭其蠍尾劃傷。之後在Ren與Nora的故鄉黑百合鎮遺址，遭遇當年毀滅該鎮的戮獸海人馬，一番苦戰後將其擊殺，之後被在附近巡邏的飛艇發現而前往密斯特拉王國。第五季，到達密斯特拉王國後，與Ozpin靈魂所附身的Oscar會面，Ozpin則道出了Qrow和Raven的變身能力以及自身不斷轉生的詛咒。鑒於Ruby不善徒手搏擊，Ozpin教导其展開徒手搏擊的強化訓練，期間Ruby還與Weiss和Yang重逢。避風學院襲擊事件中則與隊友一同迫使Salem陣營撤退。而事件中Blake也前來支援令RWBY小隊全員集會，隨後一行人動身前往阿特拉斯王國。
懷絲·雪倪（又译：魏丝·雪倪、白·雪）
配音：Kara Eberle（美國）；日笠陽子（日本）
角色原型是白雪公主，名字取自德語「白雪」，代表色是白色，左撇子。雪倪塵晶公司的繼承人，雪倪家次女，有姐姐Winter和弟弟Whitley。
外像力為雕紋，是目前已知少數可以遺傳的外像力，能施展各種法陣進行攻防，目前出現過吸力和斥力及時間加速三種。據其姐姐Winter所述，雕紋最終能召喚出用於戰鬥的替身，被召喚出來的替身通常是自己曾面對過的戮獸等各種強敵。Weiss於信標學院事件中召喚出持有大劍的手臂，擋下了機甲對Velvet的攻擊，並將機甲一刀兩斷。亦成功召喚出手持大劍的巨大騎士，并在避風港學院之戰中召喚出之前擊殺過的戮獸女王索矛蜂。
武器是名為柳葉白菀的銀白色護手細劍，其護手部位有能夠裝填塵晶的轉輪手槍彈巢結構，能夠根據用途裝填不同的塵晶使用。
第一季初登場時雖然十分認真，但卻相當任性且自我，對自己沒有成為隊長而向信標學院的Peter教授抗議，但在其開導下轉而嘗試如何成為一名最好的隊員，並逐漸融入團隊中。第三季，Weiss在因公事而来到信標學院的姐姐Winter教導下，練習自身外像力中的召喚陣。信標學院陷落後，被其父親Jacques帶回阿特拉斯王國。
第四季，在慈善晚會上因賓客對信標學院的詆毀而與之發生爭執，一氣之下以雕紋召喚出一頭戮獸獠牙野豬，所幸被與會的Ironwood將軍阻止，其後被父親剝奪繼承權並限制自由，最終在管家Klein的幫助下成功出逃，並前往密斯特拉王國，欲與姐姐Winter會合。第五季，因為搭乘的運輸機被女王索矛蜂戮獸襲擊而墜毀，遭Raven的布蘭溫部落所俘虜，之後從其手下Vernal口中得知Winter被召回阿特拉斯王國，之後和前來尋找Raven的Yang重逢，經由Raven外像力所開啟的傳送門與已抵達密斯特拉王國的Ruby會合。
布蕾克·貝拉多娜
配音：Arryn Zech（美國）；嵨村侑（日本）
角色原型是美女與野獸中的貝兒，名字源自古英語的「黑色」和顛茄的英文俗名，代表色是黑色。拥有一對貓耳的弗納人，個性沉默寡言，帶有貓的習氣，喜歡魚類料理且不喜歡狗。曾是白牙組織的成員，因對現今白牙的暴力手段不滿而脫離組織，父親則是前任白牙組織首領及現任困獸洲最高領導人。
外像力是產生短暫的殘影。武器是名為躍影飛綾的武士刀，其刀身可折疊的，板狀的刀鞘同時也身兼第二把刀，劍柄本體是一把手槍，並附有鎖鏈模式，能夠在刀身摺疊時以可伸縮的彈性緞帶甩動進行攻擊或移動。在第六季與Adam對峙時遭其斬斷刀身，於第七季得到修復。
第一季起初時頭頂紮著黑色蝴蝶結來隱藏弗納人的身份，因不滿Weiss對弗納人的種族主義觀點而發生爭執，一時激動暴露出自己弗納人的身份後旋即逃跑，在與弗納人Sun共同對抗反派Roman和白牙組織共謀的搶劫案後，與Weiss和解。第三季，被曾經的白牙組織同伴Adam擊倒後展開對峙，Adam斬斷了前來支援的Yang之右臂，Blake在使用外像力帶著Yang脫逃之後便不告而別，獨自逃離信標學院。
第四季，在返回家鄉困獸洲的海上航行途中，丟棄了隱藏弗納人身份的蝴蝶結，航行路上得到一直在跟蹤其的Sun現身相助。順利抵達在困獸洲的Blake家中，Blake将信標學院袭击事件告知給了尚不知情的父親。身處家中的Blake和Sun發現有人監視，隨後與監視者發生戰鬥，但Sun卻在戰鬥中被擊倒，而Sun苏醒后說服Blake不要因害怕親友受牽連而疏遠他们。而在監視者的卷轴中得知得知Adam準備要在避風港學院進行恐怖襲擊，Blake下定決心要「奪回」白牙。第五季，與家人以及Sun一同反擊白牙組織對其家人發動的襲擊，並與困獸洲的志願者一同阻止了白牙組織對避風港學院的攻擊，同時與RWBY小隊等人會合。
陽·小龍
配音：Barbara Dunkelman（美國）；小清水亞美（日本）
角色原型是金髮女孩與三隻熊中的Goldilocks，姓氏來源於李小龍，名字取自中文的「陽」字，代表色是黃色。Ruby同父異母的姐姐，年幼時母親Raven因不明原因離家出走，曾一度非常想要找到離家的母親Raven。
外像力激燃是將遭受打擊時所吸納的能量強化戰鬥力並用於反擊，能力發動的狀態下，原本紫羅蘭色的虹膜會變成紅色，同時頭髮會開始冒出熾白的火光。非常愛惜頭髮，一旦頭髮受損會直接進入暴怒狀態。
武器為灰燼天堂，是一對能射擊爆裂性霰彈的金黃色護腕拳套，平時可以縮小成手環。第三季結尾時右手護腕拳套與被斬斷的右手一併遺失，之後以義肢上的小型火砲代替。第七季之後，義肢改為類似灰燼天堂的火炮內嵌式護甲。
第二季，在火車上與反派Neopolitan交戰但反被擊倒昏迷，險遭殺害時因母親Raven及時趕到而獲救。第三季結尾時，因目睹Blake遭Adam擊倒而出手相助，卻遭Adam砍斷右臂隨後卻被Blake救走，之後Blake不告而別，自此消沉了一段時間。第四季，Yang在家中不斷消沉，甚至產生創傷症候群。但在父親Taiyang和學院教授們鼓舞下，開始接受事實，並穿戴上阿特拉斯王國特製的機械手臂，開始與Taiyang特訓。在父親Taiyang的教導後，戰鬥方式比以往更加謹慎理智。瞭解到母親Raven的所在地，以及Ruby的目的地是密斯特拉王國後，Yang搭乘客船抵達密斯特拉王國後，轉乘機車途中將標有通往黑百合鎮的路牌噴漆改寫成土匪窩，并說道：「等我找到妳的時候妳就慘了」。

### JNPR小隊
發音同「Juniper」，意為杜松，本作副役角色隊伍，自Pyrrha去世後便與Ruby改組成RNJR小隊。
強·亞克
配音：迈尔斯·卢纳（美國）；下野紘（日本）
名字和角色靈感源自於聖女貞德（法語：Jeanne d'Arc），同時在法語中也可代表黃色。JNPR小隊的隊長，擅長戰術指揮。是家中年齡最小的孩子另有七個姊姊。由於祖先都是獵人，因而透過偽造文憑的手段進入信標學院。自Pyrrha死後，對Cinder抱著強烈的憎恨。
外像力是可將自身靈氣轉移到他人身上並為他人所用，而靈氣本身即有強化自身肉體、自我復原的機能，故同時有治癒性質。武器是黃之死亡，為其高祖父使用過的傳家之劍，劍鞘能展開成盾牌，上面繪有Jaune的家族標誌，造型及結構相當單純，屬於舊式古董，但作為武器的威力仍然不容質疑。第四季以Phyrra的遺物當作素材進行升級，並新增能連劍帶鞘變形為雙手劍的機能。第七季之後盾牌新增了展開能量護盾以及產生斥力場的機能。
琵菈·尼可絲
配音：Jen Brown（美國）；豐口惠（日本）
角色原型是阿基里斯，名字源自古希臘語「火焰色」和希臘神尼刻。進入信標學院前就是甚有名氣的戰士。
外像力為極性，能控制磁力。武器是「傾訴（Miló）」與「聆聽 （Akoúo）」，前者是一把能夠變形為步槍、長槍和劍三種型態的武器，後者則是邊緣有雙凹的希臘式圓盾，除了防禦外亦能以投擲作為攻擊手段。
第三季，在維特節錦標賽中，被Cinder以程式安排與Penny對戰，因先前繼承秋季聖女能力一事，加上反派Emerald的幻覺干擾不慎解體Penny。最終話，由于對Jaune抱有好感，在前去與反派Cinder對決之前，Pyrrha給了他自己一生中唯一一次的吻。随后在與反派Cinder對抗，在靈氣耗盡後，先是遭Cinder一箭射中阿基里斯腱，而後被一箭射穿胸膛，並在Ruby的目睹之下被Cinder燒成灰燼。

配音：Samantha Ireland（美國）；洲崎綾（日本）
角色原型是索爾，名字在日文中意思是「無家」，姓氏源自為北歐神話中的女武神。活潑好動且喜歡說話，和Ren是青梅竹馬，兩人都是孤兒。
外像力是吸收電力，能藉由吸收電能強化力量。武器為神威戰錘，是一把能夠轉換成長柄戰鎚的轉輪式榴彈發射器。
烈蓮
配音：蒙提·歐伍 → Neath Oum（美國）；齊藤壯馬（日本）
角色原型是花木蘭，姓名源自「獵人」的漢語拼音，同時「Ren」為漢字在日語音讀中的羅馬拼音，而烈蓮的紋章正是蓮花。在蒙提·歐伍去世後改由其兄弟Neath Oum配音。角色出身自密斯特拉王國的黑百合鎮，也是在此與Nora相遇，而後故鄉遭一隻騎士型戮獸毀滅，父母皆被殺死，危急時Ren使用外像力與Nora逃脫。
善用元氣和徒手武術，性格冷靜且寡言少語，和Nora宛如硬幣的相反面。外像力是隱藏自己及其他人的情緒，可藉此躲避戮獸。武器是嵐之花，為一對草綠色、搭配著刀刃的衝鋒手槍，可以縮短刀刃便於收納。

## 獵人學院

### 學院教授
格琳達·古德維琪
配音：凯瑟琳·朱里奇（美國）；淺野真澄（日本）
名字來源於童話《綠野仙蹤》的角色南國魔女名字「Glinda」的變體，意指「白色」；姓氏「Goodwitch」意即「好女巫」。
信標學院的教授。
奥茲平/奧茲瑪
配音：Shannon McCormick（美國）；井上和彥（日本）
又稱奧茲 Oz，其名字源自《綠野仙蹤》中的奧茲國（英語：Land of Oz），以及奧茲瑪公主。Ozpin也是本劇集所有的角色中，唯一不符合色彩命名法規則的角色。信標學院的校長，與Qrow、Glynda及另外三間學校的校長皆保護這遺風世界的許多秘密，並暗中組織對抗Salem的陰謀。曾表示自己所犯過的錯比這個世界上的任何一人都還要多。
第三季最終話，與取得完整秋之力量的Cinder展開激烈交鋒，之後生死不明。第四季，以靈魂的形式附身在一位名叫Oscar的男孩身上，并成功劝说Oscar动身寻找Qrow。第五季，向Ruby等人說明自己是賦予Qrow跟Raven變身為烏鴉及渡鴨的能力之人，並表示自己很久之前就已存在，同時也坦承自己就是創造出初代四季聖女的那位巫師，但也因此導致他的魔法日漸衰退。
第六季，知識聖物中的精靈Jinn述說Qzpin的過去；Qzpin其靈魂本名為Ozma，是在遙遠過去只為正義而戰的勇士，在救下被困在高塔的Salem並相戀，幾年後死於疾病。Salem為復活Ozma，而向光明之神請求卻遭拒絕，便隱瞞已見過光明之神的事實來請求黑暗之神，不知情的黑暗之神便將之復活，兄長光明之神出現後便因此與弟弟黑暗之神起爭執，黑暗之神在發現事實後便將Ozma重歸死亡。Ozma死後Salem曾兩度反抗光明/黑暗之神，為懲罰這種行為，光明之神賦予Salem永生並希望其反省錯誤，而黑暗之神則將人類全數抹殺。而為了阻止Salem再度重蹈覆轍，光明之神便將Ozma轉生復活，給予其「知識」、「創造」、「破壞」和「選擇」的四個聖物。若是四個聖物重新集齊，兩位神便會回來審判人類。若人類學會與他人和平相處，人類也會獲得圓滿的結果；若人類仍在自相殘殺，便會將人類再度抹殺。而Ozma轉生於新人類出現的時期，與隱居的Salem再度相遇相戀，後者擔心Ozma不接受她，Salem便將世界毀滅的原因怪罪到兩位神身上；而Ozma並不知道舊人類毀滅的原因便未向她提及光明之神所交代的任務。由於兩人為世上僅存的能夠使用魔法之人，Salem便有了代替兩位神的想法，便建立起王國，併養育了四位女兒，而女兒們漸漸能夠使用魔法。當Ozma向Salem說出光明之神所交代的任務時，Salem認為可創造出更為優秀的人種來代替這些即將被審判的人類，由於意見不合Ozma便帶著四個女兒出走，被發現後兩人大打出手，卻被Salem親手殺死。而保留這記憶的Ozma的靈魂不斷轉世多次直至今日，而Ozma曾向知識聖物詢問毀滅Salem的方法，卻被告知Salem無法被毀滅，這使得Ozma感到絕望。
克羅·布蘭溫
配音：Vic Mignogna（第六季為止） → Jason Liebrecht（第七季開始）（美國）；平田廣明（日本）
名字「Qrow」讀音與「Crow」相同，英語有烏鴉之意，「Branwen」則是威爾斯語，意為「祝福的白鴉」。
Yang與Ruby的舅舅，Raven的弟弟，曾教導Ruby大多數的鐮刀戰鬥技術，有酗酒問題。過去與Raven在布蘭溫部落長大，起初為了學習殺死獵人的技巧，便與Raven一同進入信標學院就學，為成為信標學院菁英小隊「STRQ」的成員之一，曾任信號學院的講師。
外像力為給自己及周遭所有人帶來厄運，本人表示這對獨自作戰很有用，但為了避免牽連到家人與朋友而習慣獨自行動。Ozpin賦予其能夠變身成烏鴉的能力，進而深入敵後成為間諜。
武器為惡兆的單刃大劍，劍柄上端有明顯的齒輪機關及兩管槍管，具有能縮小刀刃收納、折疊後從劍柄射出子彈、彎曲成鐮刀等型態。學生時代因崇拜有屠戮死神之稱的Maria，便參考其武器設計。
第三季，向Ozpin等人報告探查結果，並指責Ironwood將軍大張旗鼓的將阿特拉斯王國軍隊駐紮城市造成市民不安之舉。季末向Ruby透露銀瞳的傳說，並帶著Ozpin所留下的手杖，暗中跟隨Ruby一行人。
第四季，尾隨RJNR小隊前往密斯特拉王國，與前來追捕Ruby的反派弗納人Tyrian激戰，為保護Ruby而被Tyrian的蠍尾劃傷，身中劇毒。最終話在密斯特拉王國治療後康復，而後將手杖歸還給了已經附身於Oscar的Ozpin手中。第五季，與RJNR小隊抵達避風港學院，向校長Leonardo表示姊姊Raven知道春季聖女的下落，應立即前往布蘭溫部落但被以人力不足為由而拒絕，便先行尋找其他獵人的幫助。發現當地的多數獵人在接下任務後便再也沒有回來，在避风学院之战中得知是Leonardo以任務作為陷阱令反派頭目Salem的手下將那些獵人擊殺。Qrow在發現Raven與Salem的手下合作後，表示Raven已經越界，并要與其斷絕關係。在成功守住避風港學院後，聽從Ozpin的要求帶著知識聖物與RWBY小隊等人前往阿特拉斯王國。
第六季，在客運列車的戰鬥後Qrow和RWBY小隊等人與原RJNR小隊分離，卻從知識聖物中得知反派頭目Salem無法被殺死，這令Qrow深受打擊，並揍了Ozpin一拳。隨後在Maria的勸說下，Qrow等人調整狀態在廢棄村鎮暫時落腳，在RWBY小隊遭戮獸掠魂怪圍攻並脫險後，Qrow与RWBY小隊等人抵达Argus市后与原RJNR小隊会合，一行人暂居在Jaune姐姐Saphron Cotta-Arc家中。Qrow等人希望通過Argus市的阿特拉斯軍基地入境阿特拉斯王國，在遭到基地指揮官的閉門羹後，喝酒醉躺倒在暫住地門前。隨後RWBY小隊等人決定偷窃阿特拉斯軍基地飛船的計劃，Qrow原先表示反對，但在Ruby的鼓勵下，與RWBY小隊等人成功奪取飛船前往阿特拉斯王國。
第七季，與Ruby一行人抵達阿特拉斯王國。
彼得·波特教授
配音：Ryan Haywood（美國）；安倍曽市（日本）
名字「Peter」來自《彼得和狼》或意為「岩石」的古希臘語詞彙（Petros）；姓氏「Port」含義為碼頭，而類似的詞彙是法語，其意為「門」、「城門」或在貿易交通中有著重要性的城市，也是影射其肥壯（portly）的身材，也可指波特酒，引申為酒紅色。
信標學院的教授，身材粗短的中年男人，灰色頭髮梳中分，常眯着眼睛，嘴唇上兩撇八字鬍。平時穿著一套酒紅色的鑲金邊套裝，蹬一雙頗具騎兵風格的橄欖色長筒靴。上課時常向學生講述自己年輕時與貝奧狼戰鬥的故事等英勇事蹟。
武器是一門形同古代喇叭槍的肩射炮，在炮托上下分別加裝了一面鋒利無比的弦月形斧刃。
巴索羅謬·烏貝博士（又译：巴索洛缪·欧布勒克博士）
配音：Joel Heyman（美國）；烏丸祐一（日本）
姓名出自苏斯博士创作的儿童文学作品巴塞洛缪和欧布列克，而书中Oobleck是种绿色的黏液状物质。
信標學院的歷史科教授，喜歡別人稱呼自己為烏貝博士。髮型為綠色亂發，佩戴的墨鏡完全遮住了眼睛，服裝有如上班族，上課時會一直處在高速移動的狀態下，平時穿着一身白衫與一條綠長褲，帶著歪歪扭扭的黃領帶；外出執行任務時，则會披这長版探險外套并佩戴遮陽帽。
武器是平時可用做保溫壺，并能變型成頂端能放射火焰的戰錘。
第二季和第三季初，在維特節錦標賽前和RWBY小隊一同阻止反派Roman和白牙組織對市區發動的襲擊；第三季则与Peter教授作为維特節錦標賽的解说。
李奧納多·萊茵哈特
配音：Daman Mills（美國）
James、Qrow、Cinder、Ozpin等人稱呼他為雷歐 Leo，角色原型是《綠野仙蹤》中的膽小獅，姓氏「Lionheart」意為「獅子之心」。
擁有一條獅子尾巴的弗納人，是避風港學院的校長，也是密斯特拉王國議會議員。其個性極為膽小，尤其在Salem面前更是如此。武器為帶有輪盤可轉換多種機能的單手盾牌，不善徒手搏击。
是反派頭目Salem在避風港學院的臥底，在信標學院淪陷前，就因害怕Salem而背叛了Ozpin，更是協助Cinder等人參加維特節。第五季季末，揭曉了其背叛Ozpin以及與Raven合作設陷阱殺害當地獵人的事實，因不再被Salem所信任而遭到抹殺。第六季，根據Qrow寫給Ironwood將軍的信中，得知官方報導Leonardo「為保護避風港學院而犧牲」。

### 學生
可可·安戴兒
配音：Ashley Jenkins（美國）；伊藤靜（日本）
名字與造型讓人聯想到知名時尚設計師可可·香奈兒。CFVY小隊的隊長，信標學院的高年級學生，裝扮時髦。
武器平时为小手提箱、變形後是火神炮。
菲薇特·史克拉蒂娜
配音：Caiti Ward（美國）；潘惠美（日本）
角色形象和名字出自童話《天鵝絨兔子》中的絨兔和红色天鹅绒蛋糕，姓氏則有猩紅之意。拥有一對兔耳的弗納人，CFVY小隊隊員，和Ruby交情良好。
武器為裝在木盒中的摺疊蛇腹機，在拍攝他人的武器後，可投影出相同武器的光雕並模仿出與原型相當的戰鬥能力。
卡登·溫徹斯特
配音：Adam Ellis（美國）；木村昴（日本）
名字有北美紅雀之意。
和主角們同屆入學，CRDL小隊的隊長。喜歡欺負弱小並歧視弗納人，時常欺負偽造成績入學的Jaune與身為弗納人的Velvet。
武器是一把雙手釘錘，錘頭中央有一顆紅色魔塵晶石能附加爆炸攻擊效果。
孫·悟空（又译：孙武孔）
配音：Michael Jones（美國）；前野智昭（日本）
角色原型是西遊記的孫悟空。名字在英文中有太陽之意。
擁有一條猴子尾巴的弗納人。故鄉在瓦奇歐王國，為避風港學院SSSN小隊的隊長，對法規和社會現狀不太重視，来到溪谷王国时曾被Weiss当做偷渡客。
外像力是能變出多個金色輪廓的分身攻擊對手。武器為金箍棒有長棍、兩管雙節棍、以及棍形霰彈手槍等三種型態。
於第一季末尾登場，第二季正式以交換學生名義來到信標學院。第四、五季跟随Blake来到困兽州，并一同阻止白牙组织对Blake家人的袭击行动，第五季末尾幫助Blake和RWBY小隊等人反擊白牙和Salem陣營對避風學院的襲擊。

配音：克里·肖克羅斯（美國）；中島良樹（日本）
名字源自羅馬神話中的海神。SSSN小隊隊員。裝扮帥氣，深受他人歡迎，但其不会跳舞且極端怕水，並且很在意自己的瑕疵。
武器是電磁步槍，平時以收納型態戴在背後，可變形為長柄大刀和三叉戟等三種型態。
潘妮·波倫迪那
配音：Taylor Pelto（美國）；潘惠美（日本）
角色設計源自《皮諾丘》，因此在說謊時會打嗝。penny的名字意即便士硬币，英国便士或俗称「便士」的1美分硬幣通常为铜币，銅幣則與其代表色相關，而捡到便士则象征这好运。
阿特拉斯王國開發的人形機器人，是第一位能生成靈氣的人形機器人。個性天真無邪，和Ruby是好友。
武器為後背背包內帶有細鋼絲的多組摺疊刃，亦可凝聚塵晶能量發射能量光束。
第三季第9集，在維特節錦標賽中與Pyrrha對戰時，被Pyrrha不慎支解。第七季，因為只有身體遭到破壞而中樞核心並未受損，被生父Pietro博士修復回歸。
福林特·科爾
配音：Flynt Flossy（美國）；櫻井透（日本）
名字取自公雞牙齒游戏内容部门成就猎人的系列「Let's Play Minecraft」中常用的笑话。
阿特拉斯王國FNKI隊的隊長，因雪倪塵晶公司打壓其經營塵晶業的父親，令其無法經營生意，而對雪倪家族抱持著厭惡的態度。原本對Weiss相當的蔑視，但在看到Weiss為團隊做出的犧牲及貢獻後則對此改觀。
外像力是與分身術相似的能力，能變出另外三個自己並獲得四倍的攻擊力，展現出「致命四重奏」。武器為一把具三重屬性塵晶加持的C調小號，這件武器並未展現直接的攻擊力，它唯一的用途是吹出一道強勁的聲波風暴把人或物體掀飛。
妮昂·凱特
配音：Meg Tumay（美國）；藤村鼓乃美（日本）
角色原型為彩虹貓。
拥有一条貓尾的弗納人，阿特拉斯王國FNKI小隊的隊員。個性與Nora相似，喜歡滑直排輪。
使用武器為帶有塵晶的雙節棍。

## Salem陣營

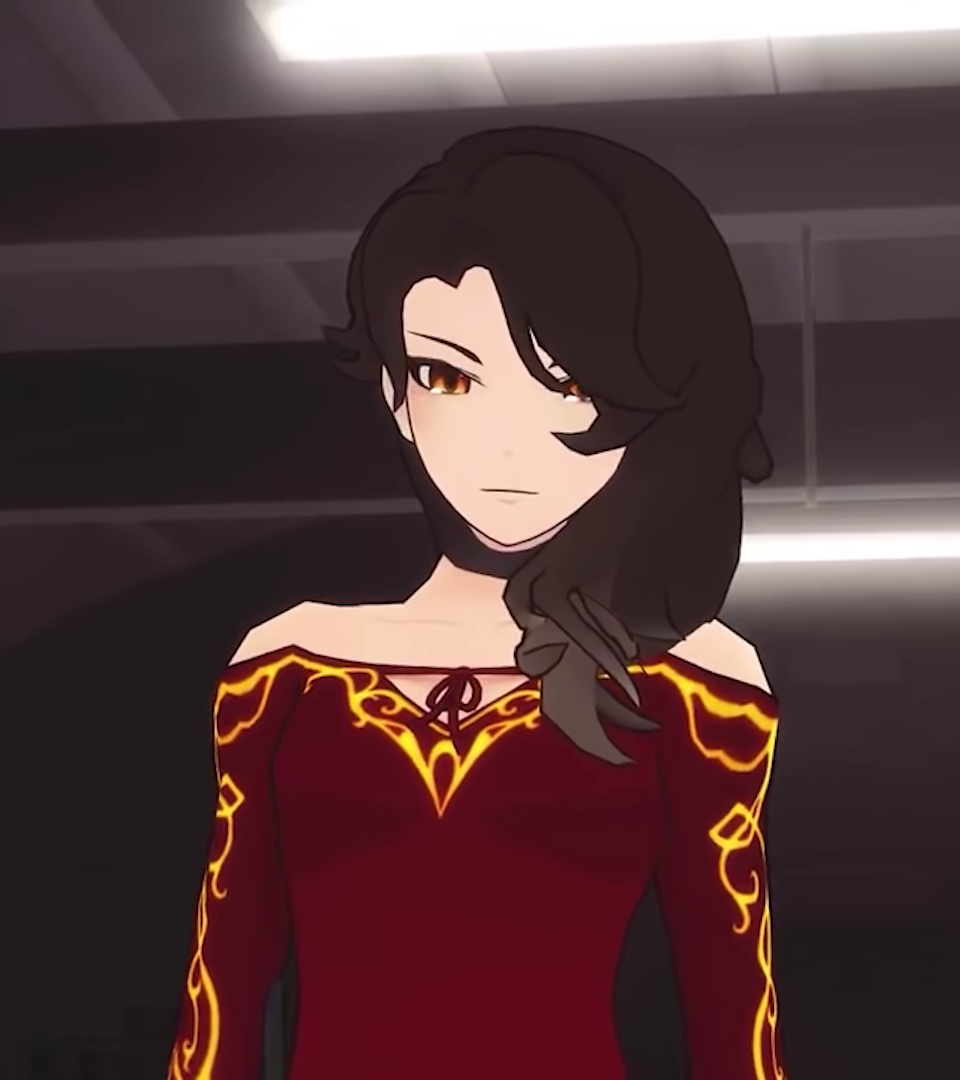
RWBY 第 2 卷中的 Cinder

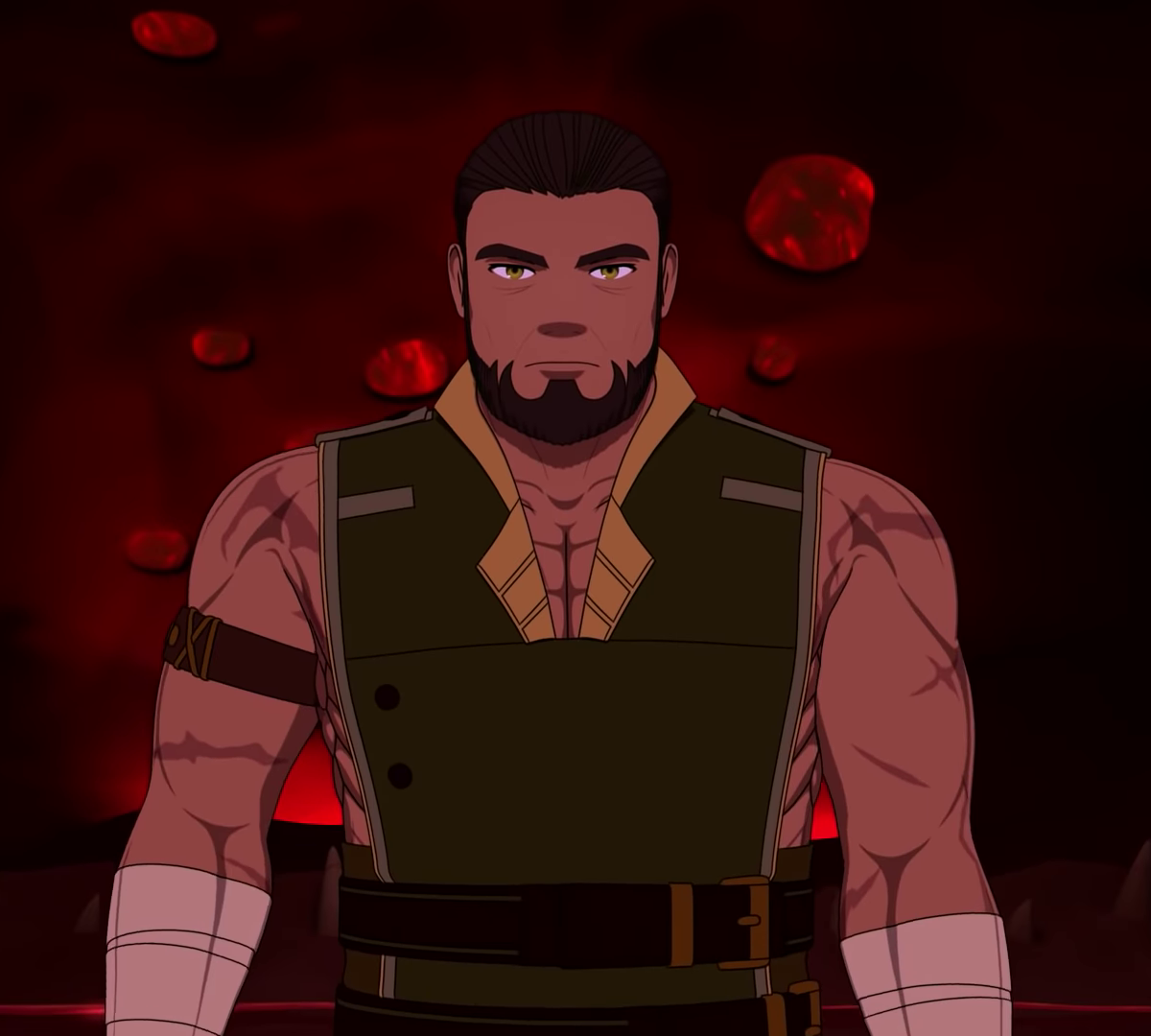
RWBY 第 8 卷中的 Hazel

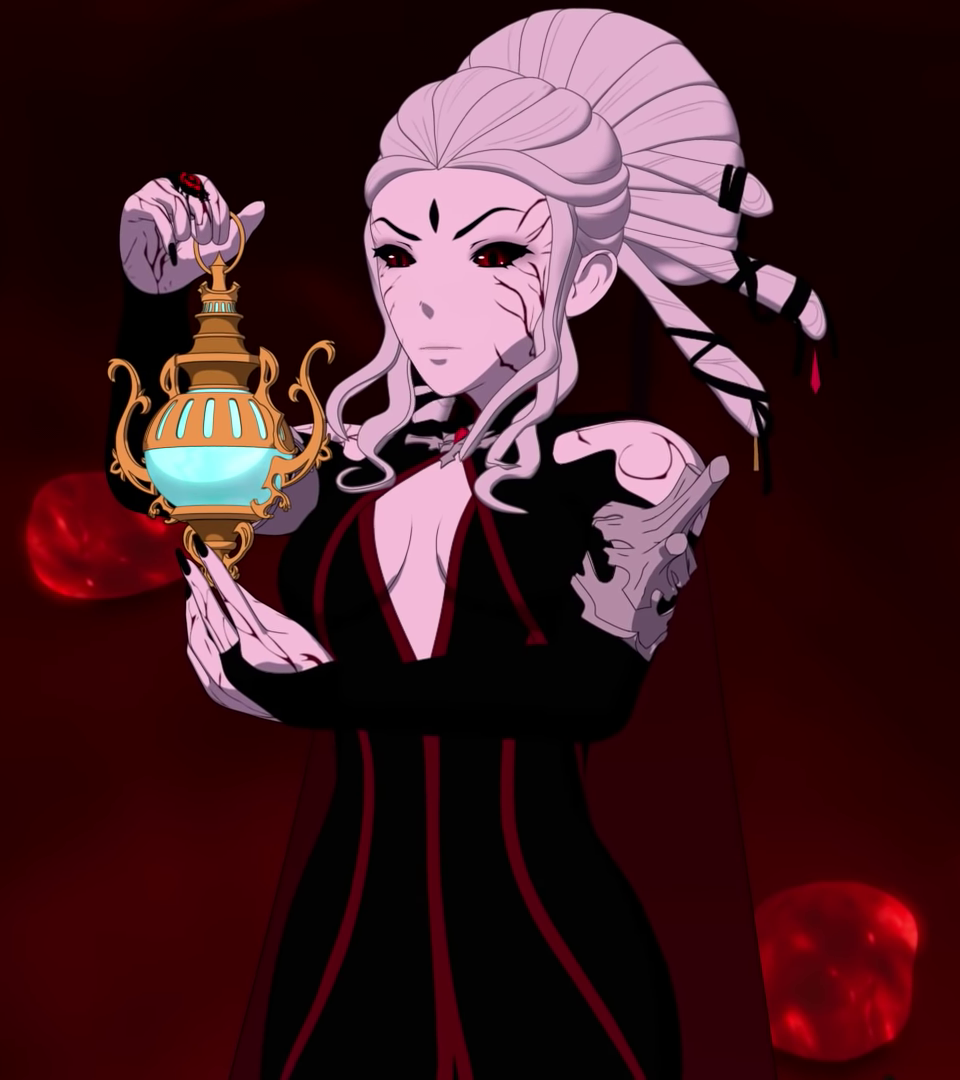
RWBY 第 8 卷中的 Salem

馨德·佛爾（又译：馨德·芙、餘燼·秋）
配音：潔西卡·尼格瑞（美國）；甲斐田裕子（日本）
Cinder有灰燼之意，Fall則有秋季之意，根據人物設定與穿著的高跟鞋推斷其角色原型来自「灰姑娘」。
外像力为将周遭物体高温融化并操纵物体活动的灼烈爱抚，其能够把尘土等物体高温融化并改变形状后作为冷兵器进行攻击，或是利用融化物体制造微型风暴，以及作为弹丸发射向目标并爆炸的热兵器使用。
武器名為Midnight是一對可組合成弓的雙刀，後因故被其親手破壞，此後以戰鬥時臨時以外像力製造的刀劍或標槍，以及移植的戮獸手臂作戰。
曾在Salem的指示下，與Emerald和Mercury一同偷襲秋季聖女Amber，企圖吸收她的力量，但中途遭到Qrow的阻撓，因此只搶到一半的力量。第一季和第二季時指揮Roman，令其搶劫塵晶而後襲擊隧道。第三季，策劃了針對信標學院的計劃，於最終話先後殺害Amber、Ozpin與Pyrrha，獲得秋季聖女的全部力量，最後卻遭Ruby的銀瞳之力重創，失去一隻眼睛和左臂，以及說話的能力。
第四季，出場造型為短髮，並以戮獸的肢體代替失去的左臂。被Salem取消前往密斯特拉王國與線人Leonardo會面的任務，轉而留在其身邊療傷。Cinder令Emerald製造出Ruby的幻影並用外像力將之焚燒，表達這Cinder對Ruby的恨意。第五季，為了拿到知識聖物而與Raven合作，卻又因欲奪取春季之力而背叛Raven，在對戰中屈居下風，最後被Raven冰凍並被打入深淵。
第六季，Cinder並未死亡，在復仇心的驱使下，使用奪取來的財物，委託情報組織蜘蛛去打探Ruby等人的行蹤，得知Ruby已動身前往阿特拉斯王國。途中與前來為Roman報仇的Neopolitan大打出手，Cinder使用秋季聖女的力量威嚇住了Neopolitan。由于頭目Salem要求活捉Ruby，而Neopolitan並不聽命於Salem，便慫恿其向Ruby復仇，這令兩人達成共識並合作。第六季末，兩人乘坐飛船一起前往阿特拉斯王國。
愛美拉德·蘇芮
配音：Katie Newville（美國）；井上麻里奈（日本）
Emerald有翡翠或綠寶石之意，Sustrai在巴斯克語中意指盜賊。Cinder的部下之一，對Cinder極度忠心，Cinder受難時依舊不離不棄，卻十分畏懼Salem。於第八季離開Salem陣營加入Oscar等人。
外像力為操控幻覺，使人聽、看見自己假造出來的聲音或景象。武器是兩把長管左輪，可變形成帶鎖鍊的鐮刀。

配音：J.J. Castillo（美國）；綠川光（日本）
Mercury有水星與水銀的意思，同時也是羅馬神話的信使神墨丘利。Cinder的部下之一，和Cinder只有利益上的關係，於第八季正式成為Salem直屬部下，卻對Tyrian的說詞開始畏懼Salem。
擅長踢技，穿著一雙腳裸側邊裝著短管獵槍的靴鎧，大腿以下都是機械義肢。未使用過外像力，根據其在第六季的自述，其外像力已被過世的父親奪取，永遠無法取得。
其在弒父後燒毀住家，雙腿受重傷的企圖爬行逃離現場時，才被正在現場的Cinder招募。
羅曼·托取維克
配音：格雷·G·哈德克（美國）；三木真一郎（日本）
姓名源自木偶奇遇記的角色燭芯（英語：Candlewick (character)），而其本名为「羅密歐」（英語：Romeo）。Cinder所雇用的成員之一，狡猾且身手不凡的盜賊，數次與主角群交戰。
武器韻律節杖是一把柺杖，前端裝有折疊式瞄準鏡，可發射塵晶砲彈，同時也將之作為近戰武器，可發射把手以充當勾索。
第一季，向Junior雇用黑幫份子手來搶奪塵晶，與Ruby發生衝突但成功逃走。季末在與白牙合作打劫雪倪塵晶公司的大量塵晶時，被Blake等人阻止便再度逃走。第二季，識破混入白牙秘密集會的Blake與Sun，駕駛戰鬥機甲與RWBY小隊激戰，後在Neopolitan的掩護下成功逃走。季末欲利用地下火車隧道引戮獸進入城市，被前來阻止的Blake擊敗，而後遭到逮捕。第三季，在信標學院陷落時，被Neopolitan趁亂救出，兩人劫持阿特拉斯王國軍隊的主飛船，以病毒程式控制阿特拉斯王國的機器人軍隊，使之攻擊民眾，並擊落其他飛船。而後與前來阻止的Ruby戰鬥，在企圖給予Ruby最後一擊時，遭戮獸吞食而死。
妮奧波莉妲
配音：凯西·李·威廉姆斯（美國）；藤村鼓乃美（日本）
又稱妮奧 Neo，角色的名字和人物設定來源於那不勒斯冰淇淋。留著粉白宗混雜的捲長髮，雙眼為棕色銀色，發動能力時其中一眼會變為亮粉色而且能互換，有時雙眼皆變為銀色，第六季回歸後一直穿戴著Roman生前遺留的帽子。為Roman的夥伴， Cinder雇用的成員之一。
擅長體術格鬥，總是可以精準預測對手的攻擊軌跡，曾在與Yang的戰鬥中將其打至失去意識，甚至與Cinder進行體術交戰時也占上風。武器為一蕾絲紋洋傘，傘面可擋下槍彈攻擊，收起時可進行棍擊，傘節內藏有細長的劍刃。外像力為可改變自己在內的任何東西之外貌一段時間，甚至直接憑空製造偽裝用的幻象，但偽裝物體積越大會消耗越多的靈氣。
第三季末尾，在與Ruby對峙時被後者甩出戰艦外而下落不明。第六季，由於將Roman的死亡怪罪於Cinder，因此在密斯特拉王國的情報販子據點內與Cinder大打出手。但在經過Cinder的威脅利誘下轉而和其聯手，以向Ruby復仇。第六季末尾，駕駛這隨時能夠利用外像力偽裝的飛船，與Cinder一起前往阿特拉斯王國。
亞瑟·瓦特博士
配音：Christopher Sabat（美國）；大川透（日本）
Salem的手下之一。身材瘦削的中年男人，留着一字胡、话音低沉，個性高傲且不喜歡失敗，曾是阿特拉斯王國的醫生和頂尖科學家。
擅長程式操作，戰鬥時則依賴手上具備塵晶護盾的駭客戒指，以及一把20發左輪手槍。
第三季，幫助Cinder透過駭客程式操控維特節錦標賽過程。第六季，依照Salem的命令，與Tyrian一同前往阿特拉斯王國進行內部顛覆活動。
海茲爾·雷恩納德
配音：William Orendorff（美國）；大塚明夫（日本）
Salem的手下之一；個性沉默且声音低沉沙哑的壮汉，深棕色头发、榛色眼睛。不喜歡使用暴力，也不使用武器，而是以將塵晶刺進手臂中的方式戰鬥，外像力可阻絕痛覺。其名字源于格林兄弟收录的德国童话《糖果屋》（德語：Hänsel und Gretel）中的汉泽尔（德語：Hänsel）。
因妹妹Gretchen不顧自己的反對堅持成為獵人，卻在訓練任務中喪命，所以極度憎恨Ozpin。
在第四季與第五季時負責幫助Adam推翻Khan，并准备对避風港學院展开全面攻击。後因攻擊計畫失敗而帶著Mercury與昏迷的Emerald逃走。第八季在Oscar勸說下背叛Salem，最終被Salem殺死
提里安·凱羅斯
配音：Josh Grelle（美國）；盐屋翼（日本）
Salem的手下之一，擁有一條蠍子尾巴的弗納人。留着長辮子，黃色眼睛並且瞳孔較他人更為收縮，胸腹有幾條醒目的傷疤。名字源于紫色染料骨螺紫（英語：Tyrian purple），是一种在古代仅被用于贵族和神职人员服装染色的珍贵染料；姓氏Callows则意为节肢动物蜕壳后新壳还未硬化的状态。而Tyrian的人物设定受到寓言故事《蝎子和青蛙》的影响。武器是固定於手腕的雙刃戰斧，可摺疊，兼具雙管聯裝衝鋒槍。
第四季，奉命追捕Ruby，與Ruby等人的戰鬥中佔據上風，即將得手之際被趕來的Qrow阻撓，趁Qrow保護Ruby時以蠍尾刺傷Qrow，卻被Ruby的鐮刀斬斷蠍尾後負傷逃走。在Salem對此表示失望後，崩潰大哭至瘋狂大笑的砍殺戮獸以洩憤。第六季，安装了由Watt所製造的金属蠍尾。挑釁並嘲諷Mercury和Emerald，並輕鬆的將Mercury擊倒在地。奉命和Watt一同前往阿特拉斯王國進行內部顛覆活動。
塞勒姆（又译：赛伦）
配音：珍·泰勒（美國）；井上喜久子（日本）
主使Cinder實行信標學院陷落計畫的幕後黑手。外表有近似戮獸的紋路和黑色雙眼，Raven稱其為所有戮獸的首領。其名字来源于17世纪北美殖民地马萨诸塞州城市塞勒姆发生的塞勒姆审巫案，而塞勒姆审巫案在后世的文学和流行文化中产生影响。
與Ozpin關係頗深，而劇中旁白為其向Ozpin的訴說。第五季，在攻擊避風港學院的計畫失敗後，因不再信任Leonardo便將其抹殺。
第六季，根據知識聖物中的精靈Jinn所述，得知Salem過去是位金髮碧眼的女性，被父親鎖在一座高塔中，而後被Ozma救下並與之相戀，幾年後Ozma死於疾病。為復活Ozma，而向光明之神請求卻遭拒絕，便隱瞞見過光明之神的事實來請求黑暗之神，而不知情的黑暗之神便將之復活，光明之神出現後便因此與黑暗之神起了爭執，黑暗之神在發現事實後便將Ozma重歸死亡。此舉卻完全惹怒了Salem，隨即Salem企圖用魔法攻擊神，卻反被光明之神投入自己領地的水池中，後被光明之神告知已經賜予了她永生，並期望其能夠學會生與死的重要性。但Salem沒有任何悔改，反而以造物主的力量應由人類自己主宰作為理由，慫恿其他人類一起用魔法攻擊兩位神。為懲罰Salem，黑暗之神將人類全數抹殺，離開時更是擊碎了一半的月亮。Salem欲投入黑暗之神領地中的黑池自殺不成，反而變成了近似戮獸的外貌。於人類又重新出現的時期與轉世的Ozma再度相遇相戀，擔心Ozma不接受她，便將世界毀滅的原因怪罪於兩位神，而並不知道舊人類毀滅原因的Ozma也未向她提及光明之神所交代的任務。Salem意識到自己與Ozma是僅存的能夠使用魔法的人類，便有了代替兩位神的想法，便建立自己的王國，併養育了四位女兒，女兒們漸漸能夠使用魔法。後來Ozma說出光明之神所交代給他的任務時，她認為可以創造出更為優秀的人種來代替這些即將被審判的人類，卻發現Ozma帶著四個女兒企圖出走，兩人大打出手，並親手殺死Ozma。
第七季季末，親自率領戮獸前往阿特拉斯王國。

## 弗納人
亞當·塔羅斯（又译：亚当·托鲁斯）
配音：Garrett Hunter（美國）；中村悠一（日本）
名字「Adam」与迪士尼版的美女與野獸中王子之名相同，加上服裝背後的玫瑰紋推測，角色原型應為美女與野獸中的野獸。擁有一對牛角的弗納人，日常佩戴這白牙面具，於第六季改為黑色眼罩，其本來面貌为，瞎掉的左眼上有著表明其過去作为奴隸的SDC字樣烙印。白牙組織的地區首領之一，是組織中仇恨人類的激進派，曾為Blake的師傅兼戀人。
外像力是能透過武器吸收傷害並轉化成攻擊力，由於不需親自承受傷害便能蓄力的優點被Yang稱為「作弊」，但也因此過於依賴武器。
使用居合流刀術，武器是名為凋零的刀，與名為潮紅的刀鞘。拔刀後刀鞘可變形成短管卡賓槍，刀體可通過潮紅射擊而高速彈出，或用手直接拔出。
曾在與反對弗納人的暴民衝突中誤殺人類，受到時任白牙首領Ghira的譴責，但Khan認為是Adam救了首領，因而藉此得到其他成員的褒獎。而後Khan繼任首領職務，被派去領導維爾王國的白牙成員。但其認為人類應該臣服於弗納人，野心愈加膨脹且作風愈加激進。Blake在意識到Adam的轉變，便在某次行動中趁機逃跑，自此被Adam視為叛徒。
第三季季末，配合Cinder的行動，將大量戮獸放入信標學院。第五季，殺害Khan並篡位成為白牙的實質首領，並對外宣稱Khan的死是人類獵人所為。後因攻擊避風港學院的計畫被困獸洲志願者和密斯特拉王國警方的阻止而宣告失敗，認為大勢已去便開始逃亡。第六季，Adam企圖向Blake復仇，最終被Blake與Yang聯手擊殺。
伊莉亞·埃米托拉（又译：伊莉亚·艾米特拉）
配音：Cherami Leigh Kuehn（美國）；伊瀨茉莉也（日本）
變色龍型弗納人，白牙的成員之一。外像力为改变皮肤颜色，武器为具有槍械及電棍機能的劍鞭。
家人在位於曼特大陸的礦場工作，但父母為了女兒的未來，便將她送進阿特拉斯王國。而後父母卻死於礦場爆炸中，平時一起相處的同學卻對此消息開懷大笑，因此對人類產生仇恨而加入了白牙。曾被Adam下令刺殺原白牙組織首領Ghira，但在Blake的勸說下，放下內心的仇恨轉而協助Blake。
戈薩克·艾爾比恩/費納克·艾爾比恩
配音：Derek Mears（Corsac）、Mike McFarland（Fennec）（美國）；白熊寬嗣（Corsac）、矢野智也（Fennec）（日本）
狐狸型弗納人，兩人為雙胞胎兄弟，Fennec帶有一對狐狸耳朵，而Corsac帶有一條狐狸尾巴且聲音較為低沉。皆為白牙組織的成員，Adam的部下。兩人武器都是圓錐匕首，帶有風屬性和火屬性。
第四季，兩人主要在困獸洲行動，拜訪貝拉多娜家時被Blake質問信標學院事件時，佯称Adam的分支不代表白牙主流。第五季，於第10集被Adam下令刺殺Ghira，Fennec企圖殺死Ghira失敗而死；而Corsac企圖報仇，但被轉而協助Blake的Ilia擊倒隨即遭到逮捕。
吉拉·貝拉多娜（又译：基拉·贝拉多娜）
配音：Kent Williams（美國）；木村雅史（日本）
擁有虎爪的弗納人，Blake的父親，白牙的創始者兼初代領導者。曾帶領弗納人以和平的方式進行抗議，但卻毫無效果，隨後被激進派架空權力而離開組織，成為困獸洲的州長，一直擔心不願離開白牙的Blake。
第四季，得知Adam襲擊信標學院並刺殺了Khan，於是开始召集志愿者前往避風港學院阻止白牙组织，原先未得到居民的响应。后因Adam所策劃的暗殺Ghira行動失敗曝光，而得到多數居民的支持，便帶領困獸洲志愿者前往避風港學院對抗Adam。
卡莉·貝拉多娜
配音：Tara Platt（美國）；豐口惠（日本）
拥有貓耳的弗納人，Blake的母親。
席安娜·可汗（又译：锡耶纳·可汗）
配音：Monica Rial（美國）
擁有一身老虎斑紋的弗納人。白牙組織領導者，當初Ghira所指定的下任領導者。
在Adam襲擊信標學院後，斥責他過度激進的行為並拒絕攻擊避風港學院，結果被Adam篡權並被其刺死，事後Adam對外宣稱刺殺事件是人類所為。

## 阿特拉斯王國
詹姆士·艾恩伍德將軍
配音：Jason Rose（美國）；寺杣昌紀（日本）
角色原型是綠野仙踪中的鍚人。姓氏「Ironwood」意為「鐵木」，
阿特拉斯王國的校長和軍隊司令，所率領的軍隊由雪倪塵晶公司贊助，以開發戰鬥用機器人取代人類士兵。與Ozpin、Glynda、Qrow等人是舊識已經合作夥伴。作風為強硬的鷹派人物，但有時在行動上略欠思考與遠見，且動輒意圖行使武力，其提出的計畫多次被Glynda或Ozpin否決。
身為改造人，其鎖骨以下的右半邊身體都是機械。武器為大口徑左輪手槍及機械義肢的右臂。
溫特·雪倪
配音：Elizabeth Maxwell（美國）；川澄綾子（日本）
又譯冬·雪，Weiss的姊姊，也是教導其劍術之人。因為對父親Jacques不滿而離家，加入阿特拉斯王國軍隊成為軍官，是Ironwood將軍的親信軍官。
外像力同Weiss相同為雪倪家族遺傳的雕文，以及施展召喚陣。武器為軍刀，能從本體中再分出刺劍成為雙刀流。
雅克·雪倪
配音：Jason Douglos（美國）；志贺麻登佳（日本）
Winter與Weiss的父親。雪倪塵晶公司現任執行長。為人狡猾、只注重利益的商人，入贅至雪倪家而繼承了Nicolas（Weiss的外祖父）的事業，靠著打壓小型企業與剝削勞工使公司最終成為業界龍頭。然而在家庭方面卻十分失敗，Jacques曾向妻子承認與其結婚只是為了入贅Schnee家族，雙方因此決裂。
第七季，為了贏得議員選舉而和反派Watts合作，因而導致對方藉機入侵阿特拉斯王國的防火牆，之後遭到Weiss逮捕。
薇莱·雪倪
配音：Caitlin Glass（美國）；高岛雅罗（日本）
Jacques的妻子，Weiss、Winter和Whitley的母亲，同样继承了外像力雕文，自从得知Jacques与其结婚只是为了Schnee家族的名誉和地位后便一直酗酒。
第7季中，Willow向女儿Weiss表示，其在Schnee庄园各处放置了隐藏的摄像头以监视丈夫Jacques，并交给Weiss一段Jacques与反派Watts秘密会面的录音。并恳求女儿不要抛弃Whitley，尽管Whitley站在父亲一边。其丈夫Jacques后因与Watts的秘密会面而被逮捕。第8季中，由于戮獸袭击了Schnee庄园，虽然长期酗酒但Willow依然成功使用雕文从戮獸手中救了儿子惠特利，随后和Whitley一起推倒雕像杀死了戮兽。
克萊茵·席恩
配音：J. Michael Tatum（美國）；鱼建（日本）
姓氏的Sieben為德文的「七」，人物設定靈感來源為「白雪公主與七個小矮人」中的「七個小矮人」。雪倪家中的管家，與Weiss有著家人般的感情。
擁有雙瞳切換顏色多重人格的外像力，目前展現的有三個：平常個性體貼善解人意時的人格的黃瞳、個性不耐煩火爆時的紅瞳、噴嚏精的藍瞳。
第四季，在Weiss被Jacques刁難時，遞上熱咖啡給Weiss並諷刺Jacques總是把房間弄得冰冷。幫助受Jacques禁足的Weiss出逃時，提醒Weiss所要找尋的Winter將會是她今後唯一的家人了，但Weiss表示Klein也是自己的家人。
卡洛琳·科多文
配音：Mela Lee（美國）
鎮守Argus市的阿特拉斯王國軍官。為一名矮小的婦人，身邊時常跟著兩名阿諛奉承的隨扈。第六季，當RWBY小隊等人希望通過Argus市的阿特拉斯軍基地入境阿特拉斯王國時，不屑一顧的趕走了RWBY小隊等人，更是驾驶巨型机甲與前來偷竊阿特拉斯軍基地飛船的RWBY小隊等人爆發戰鬥，最終其駕駛的巨型機甲右臂火炮遭Ruby破壞方才罷休。
皮耶特羅博士
被譽為阿特拉斯王國最強大腦的男人，平時隱居在地面上的曼特舊街區中。Penny的創造者和父親，同時也是替Maria製作神經連結光學義眼之人。

## 其他角色
太陽·小龍
配音：伯尼·伯恩斯（美國）；堀內賢雄（日本）
Ruby和Yang的父親，也是Yang的師父。過去信標學院菁英小隊「STRQ」的成員。擅長拳術。
第二季，將寵物狗Zwei郵寄给Ruby。於第三季季末正式登場。
桑瑪·蘿絲
Ruby的生母，Yang的繼母。同Ruby一樣具有一雙銀瞳，常披著白色斗篷。過去信標學院菁英小隊「STRQ」的隊長。根據Yang敘述是個「既能上戰場也能下廚房」的好母親，但在某次任務中出了意外而再也沒能回家。
蕾文·布蘭溫
配音：Anna Hullum（美國）；林原惠（日本）
「Raven」在英語中意為渡鴉，而「Branwen」是威爾斯語，意為「祝福的白鴉」。
Qrow的姊姊，Yang的生母，也是布蘭溫部落的領袖。過去信標學院菁英小隊「STRQ」的成員之一。生下Yang之後不久，即因不明原因離家出走。
殺害前任春季聖女並繼承其能力，由於使用聖女能力時眼眶會出現紅焰，為隱瞞自己是春季聖女的身份，因而常以戮獸面具遮掩面部。外像力家族之鏈可生成能夠抵達被選定者所在地的傳送門，Ozpin則賦予其能夠變身成渡鴉的能力。
武器是名為預兆的野太刀，其刀刃由尘晶制成，刀刃会在战斗中折断，因此刀刃是依靠锁定机构固定并可快速更换；其刀鞘为一个带有旋转装置的刀刃盒，通过旋转选择刀刃，并通过刀刃盒提手内侧的开关控制旋转。由于尘晶的特性，不同颜色的刀刃具有不同属性，Raven常用刀刃为与其服装相同的红色刀刃。
第五季，為得到知識聖物而與Cinder合作，遭到欲奪取春季之力的Cinder背叛，在避風港學院地下金庫進而揭露自己才是春季聖女的事實，隨後兩人激戰，最終將Cinder打入深淵後冰封。
茲威
Ruby家的寵物狗，黑白毛色的柯基犬。看似毫無攻擊力的Zwei與Oobleck教授組成聯合技，被Oobleck教授一棒打出，貫穿一台戰鬥型機器人。於第二季來到信標學院，第四季時已回到Ruby與Yang的老家中。
奧斯卡·派恩
配音：Aaron Dismuke（美國）；釘宮理恵（日本）
住在密斯特拉王國平凡的農家男孩。而後被Ozpin的靈魂附身，並被說服前往密斯特拉市。必要時能將身體的控制權暫時交給Ozpin，Ozpin也可強行奪取。
朱尼爾·黑·熊
配音：Jack Pattillow（美國）；克哉宮本（日本）
又稱朱尼爾 Junior，維爾王國市區一間地下舞廳的老闆，與黑道「空頭幫」的老大，號稱是當地的包打聽。在預告片『黃』中曾被Yang砸毀舞廳。武器為一擊多發、可變型成大鐵棍的火箭筒。
於第二季再次登場，其部下曾將Yang加入黑名單，但因其替她打圓場才失敗收場。Roman曾向他借走了許多人手去執行計劃，但皆是有去無回，因此與其斷絕合作關係。
瑪莉亞·卡拉維拉
配音：Melissa Sternenberg（美國）；-（日本）
Ruby一行人在前往阿特拉斯王國途中遇到的老婦人，雖年邁卻意外的有著年輕人般的性格與活力，懂得很多戮獸的知識。身份為擁有屠戮死神之稱的傳奇獵人，Qrow學生時代的偶像。原本是銀瞳的持有者，在一次行動中遇襲後遭人砍瞎雙眼，之後就此銷聲匿跡並仰賴電子義眼來維持視力。
擁有駕駛飛船的技術，第六季和Weiss奪取軍用飛船幫助Ruby一行人離開Argus，對抗阿特拉斯王國的超大型人型兵器、消滅海中戮獸利維坦，並在最終話抵達阿特拉斯王國。
光明之神/黑暗之神
配音：Chase McCaskill／Bruce DuBose（美國）
創造世界的兄弟之神。兄長光明之神為一條東方龍，擁有生命與創造的力量；弟弟黑暗之神為一條西方龍，為死亡與毀滅的化身。最初兄弟由於觀念相左而爭鬧不休，白天哥哥賦予大地生機，而晚上弟弟則毀滅世界，最終兄弟兩人彼此妥協合作創造了人類，並給以人類創造和毀滅這兩種能力。